# The Breakthrough
The Breakthrough é o álbum da cantora estadunidense de R&B e hip-hop Mary J. Blige, lançado em 12 de Dezembro de 2005. É considerado um de seus discos de maior sucesso, tendo sido premiado com vários prêmios, incluindo dois BET Awards e três Grammy Awards.

## Faixas
| #   | Título                                                              | Compositor(es)                                                                                                | Produtor(es)               | Length |
| --- | ------------------------------------------------------------------- | --- | -------------------------- | ------ |
| 1.  | "No One Will Do"                                                    | E Ortiz, K Crowe, C Brown III, D Young, B Sigler                                                              | J.U.S.T.I.C.E. League      | 4:46   |
| 2.  | "Enough Cryin" (com Brook Lynn)                                     | M J Blige, R Jerkins, S Garrett, S Carter                                                                     | Rodney "Darkchild" Jerkins | 4:20   |
| 3.  | "About You" (com Nina Simone & will.i.am)                           | M J Blige, W. J, Adams, K Harris, A Newley, L Bricusse                                                        | Will.I.Am                  | 4:04   |
| 4.  | "Be Without You"                                                    | M J Blige, B-Michael Cox, J Perry, J Austin                                                                   | Bryan-Michael Cox          | 4:06   |
| 5.  | "Gonna Breakthrough" (com Brook Lynn)                               | M J Blige, Wynter Gordon, D'Mile, Q Wages, H Palmer                                                           | D'Mile                     | 4:00   |
| 6.  | "Good Woman Down"                                                   | M J Blige, S Garrett, P Douthit, R Aries, F Jackson, M Morgan                                                 | 9th Wonder                 | 4:07   |
| 7.  | "Take Me as I Am"                                                   | J Sucof, E Lewis, C Nelson, K Hilson, T Nkkerfante, L Smith                                                   | Infinity & Ron Fair        | 3:57   |
| 8.  | "Baggage"                                                           | M J Blige, J Harris III, T Lewis, B Avia, I Avia, J Right, D Young                                            | Jimmy Jam & Terry Lewis    | 3:35   |
| 9.  | "Can't Hide from Luv" (com Jay-Z)                                   | M J Blige, A Harris, V Davis, R Toby                                                                          | Dre & Vidal                | 3:52   |
| 10. | "MJB da MVP" (com 50 Cent)                                          | C Jackson, J Taylor, A Lyon, M Valenzano, N Harris, R Backer, A Felder, J Johnson, P Rushen, K Evans, R Ayers | Cool & Dre                 | 3:21   |
| 11. | "Can't Get Enough"                                                  | M J Blige, Jam & Lewis, B Avila, I Avila                                                                      | Jimmy Jam & Terry Lewis    | 3:40   |
| 12. | "Ain't Really Love"                                                 | M J Blige, B Michael-Cox, J Austin, C Childress                                                               | Bryan-Michael Cox          | 4:40   |
| 13. | "I Found My Everything" (com Raphael Saadiq)                        | M J Blige, R Saadiq, K Wooten, R Ozuna                                                                        | Raphael Saadiq             | 5:23   |
| 14. | "Father in You"                                                     | M J Blige, A Harris, V Davis, R Toby                                                                          | Dre & Vidal                | 5:23   |
| 15. | "Alone" (com Dave Young)                                            | D McKenzie, D Young                                                                                           | Davel "Bo" McKenzie        | 4:29   |
| 16. | "One" (com U2)                                                      | Bono, A Clayton, The Edge, L Mullen Jr                                                                        | Ron Fair                   | 4:20   |
| 17. | "So Lady" (com Raphael Saadiq) [Internacional e iTunes faixa bônus] | M J Blige, R Saadiq, T Moses                                                                                  | Raphael Saadiq             | 4:16   |
| 18. | "Show Love" [UK, Japão, Amazon.com MP3 e iTunes faixa bônus]        | M J Blige, S Garrett, C Thompson                                                                              | Chucky Thompson            | 3:40   |
| 19. | "Out My Head" [Japão faixa bônus]                                   | M J Blige | Rich Harrison              | 3:41   |

## Desempenho

### Posições
| Tabelas musicais (2006)                 | Melhor posição | Certificação |
| --------------------------------------- | -------------- | ------------ |
| Austrália - Australian Albums Chart     | 19             | Ouro         |
| Austrália - Austrian Albums Chart       | 42             |              |
| Canadá - Canadian Albums Chart          | 13             |              |
| Dinamarca - Danish Albums Chart         | 20             |              |
| Países Baixos - Dutch Albums Chart      | 12             |              |
| França - French Albums Chart            | 25             |              |
| Alemanha - German Albums Chart          | 28             |              |
| Irlanda - Irish Albums Chart            | 55             |              |
| Itália - Italian Albums Chart           | 12             | Ouro         |
| Japão - Japanese Albums Chart           | 18             | Ouro         |
| Noruega - Norwegian Albums Chart        | 18             |              |
| Espanha - Spanish Albums Chart          | 74             |              |
| Suécia - Swedish Albums Chart           | 13             | Platina      |
| Suíça - Swiss Albums Chart              | 7              |              |
| Reino Unido - UK Albums Chart           | 22             | Ouro         |
| Estados Unidos - Billboard 200          | 1              | 3× Platina   |
| Estados Unidos - Top R&B/Hip-Hop Albums | 1              | 3× Platina   |
| Estados Unidos - Top Internet Albums    | 1              | 3× Platina   |